# ゴティエ・ミングイルロン
ゴティエ・ミングイルロン（Gauthier Minguillon、1994年3月3日 - ）は、ディビシオン・デ・オノール・デ・ラグビー、CRエル・サルバドールに所属するラグビーユニオン選手。

## プロフィール
- フランスボルドー出身[1]。
- ポジションはセンター(CTB)。
- 身長 177cm、体重 89kg
- U20スペイン代表に選ばれたことがある[2]。
- スペイン代表キャップは25（2025年7月現在）。

## 略歴
オーリヤック、ヴァランス・ロマンを経て、2025年、CRエル・サルバドールに加入。